# Síndrome de Lynch
El síndrome de Lynch o cáncer colorrectal hereditario no asociado a poliposis, en inglés HNPCC, es una condición hereditaria que incrementa la probabilidad de presentar cáncer de colon y cáncer de recto y en menor medida cáncer de endometrio, ovario, estómago, cáncer de intestino delgado, tracto hepatobiliar, páncreas, tracto urinario superior, cerebro, próstata y piel. El síndrome de Lynch origina entre el 2% y el 7% de todos los cánceres de colon y recto que se diagnostican. La edad media a la que se presenta el cáncer de colon es de 64 años en la población general y 44 años en afectados por el síndrome. Dicha predisposición al cáncer colorectal se debe a mutaciones germinales en los genes MSH2, MLH1, MSH6 y hPMS2. 

## Genética
Los genes MLH1 y MSH2 están implicados en el 90% de las familias afectadas por este síndrome, MSH6 en alrededor del 7-10%  y PMS2 en menos del 5% de los casos. Existe otra posible mutación en el gen EPCAM, cuya proteína inactiva a MSH2. Los cuatro genes (MSH2, MLH1, MSH6 y PMS2) están implicados en el mecanismo de reparación de desapareamientos (conocido en inglés como mismatch repair o MMR). Las cuatro proteínas codificadas por estos genes forman un complejo que actúa al final de la fase S del ciclo celular. Reconoce los apareamientos erróneos de bases nitrogenadas en el ADN causados por errores de replicación, y recluta a la exonucleasa I, las proteínas SSB y la helicasa para que seguidamente puedan actuar la ADN polimerasa y ligasa para repararlos.
Los errores de replicación ocurren con mayor frecuencia en microsatélites debido a su naturaleza repetitiva. Cuando falla la maquinaria de reparación postreplicativo y el cambio permanece, puede producirse la inestabilidad en el microsatélite (MSI). Esta inestabilidad puede llevar a la acumulación de mutaciones somáticas a lo largo de la vida del individuo. Se ha visto que el 90% de los casos con síndrome de Lynch presentan esta inestabilidad, mientras que se presenta solamente en el 15% de otros tumores esporádicos.

## Tipos
Existen dos subtipos. En el síndrome de Lynch tipo 1, está aumentado únicamente el riesgo de presentar cáncer de colon y de recto, mientras que el síndrome de Lynch tipo 2 se asocia además con otros tumores (endometrio, ovarios, intestino delgado, uréter; y en menor proporción pelvis renal.
El trastorno fue descrito por el profesor Henry Thor Lynch en 1966. Su existencia se puede sospechar cuando se cumplen una serie de requisitos que se conocen como criterios de Ámsterdam.

## Criterios de Ámsterdam para el Síndrome de Lynch
Los criterios de  Ámsterdam sirven para identificar a las personas candidatas a realizarse un estudio genético que demuestre la existencia de síndrome de Lynch.
1. Tres miembros de la familia o más deben haber presentado un cáncer de colon u otros tumores asociados (endometrio, ovario, intestino delgado, uréter, pelvis renal)
2. Uno de los afectados debe ser pariente en primer grado de otras dos personas de la familia con algunos de los tumores antes reseñados.
3. Debe afectar como mínimo a dos generaciones.
4. Al menos una de las personas debe tener una edad inferior a 50 años cuando se realizó el diagnóstico de tumor maligno.
5. El cáncer debe estar confirmado mediante estudios de anatomía patológica.
6. Se debe descartar otras enfermedades como la poliposis adenomatosa familiar.[7]

## Consejo genético
Es una afección genética que presenta herencia autosómica dominante y penetrancia incompleta. Un individuo con síndrome de Lynch tiene un 50% de probabilidades de tener descendencia que herede el síndrome. Esto, sin embargo, no implica necesariamente que dicho individuo sufra cáncer debido a la penetrancia incompleta, la variación de edad en la que se puede desarrollar el tumor y posibles cirugías profilácticas (es decir, extracciones preventivas). Se puede llevar a cabo un diagnóstico prenatal siempre y cuando se hayan identificado previamente la mutación causante del síndrome en la familia, aunque este procedimiento no es habitual al no cumplir los requisitos: es una enfermedad que aparece a edad adulta y dispone de tratamiento (colectomía).

## Diagnóstico
La predisposición a sufrir el síndrome de Lynch se hereda siendo heterocigoto para una mutación germinal en alguno de los cuatro genes mencionados. La mutación somática de la copia no mutada es la causa de la aparición del fenotipo MSI en células tumorales.
Por un lado se puede realizar una prueba inmunohistoquímica, que detecta la presencia o ausencia de las proteínas codificadas por los cuatro genes anteriormente expuestos mediante anticuerpos específicos. Por otro lado, se puede realizar una prueba molecular. Lo más fácil es estudiar loci de microsatélites por PCR, seguido de una electroforesis (normal o electroforesis capilar). Para un diagnóstico adecuado, se han de analizar tanto las células tumorales como normales de cada paciente, empleando estas últimas como control. Para determinar la inestabilidad de microsatélites, es suficiente estudiar cinco loci. Puede haber dos posibles resultados:
- MSI: el tumor es inestable cuando salen como mínimo dos resultados positivos, es decir, cuando dos de los loci estudiados presentan diferencias en el patrón de bandas entre las células normales o tumorales por número inconsistente de repeticiones en los microsatélites.
- MSS: el tumor es estable cuando sale, como máximo, un resultado positivo.

Sin embargo, MSI también aparece en el 10% de los tumores esporádicos, por lo que se pueden secuenciar por completo los cuatro genes para rastrear mutaciones a modo de confirmación del síndrome de Lynch.